# Канада на Светском првенству у атлетици у дворани 2022.
Канада је учествовала на 18. Светском првенству у атлетици у дворани 2022. одржаном у Београду од 18. до 20. марта осамнаести пут, односно учествовала је на свим првенствима до данас. Репрезентацију Канаде представљало је 15 такмичара (6 мушкарца и 12 жена), који су се такмичили у 12 дисциплина (5 мушких и 7 женских).,
На овом првенству Канада је по броју освојених медаља делила 14. место са освојеном 1 медаљом (златна).
У табели успешности према броју и пласману такмичара који су учествовали у финалним такмичењима (првих 8 такмичара) Канада је са 7 учесника у финалу делила 15. место са 22 бода.
| Плас. | Земља  | 1. место | 2. место | 3. место | 4. место | 5. место | 6. место | 7. место | 8. место | Бр. финал. | Бод. |
| ----- | ------ | -------- | -------- | -------- | -------- | -------- | -------- | -------- | -------- | ---------- | ---- |
| =15.  | Канада | 1        | 0        | 0        | 1        | 0        | 1        | 2        | 2        | 7          | 22   |

## Учесници
| Мушкарци: - Mobolade Ajomale — 60 м - Марко Ароп — 800 м - Камерон Процевијат — 1.500 м - Џон Геј — 3.000 м - Ехаб Ел-Сандали — 3.000 м - Демијан Ворнер — Седмобој | Жене: - Мича Пауел — 400 м - Линдзи Батерворт — 800 м - Медлин Кели — 800 м - Лусија Стафорд — 1.500 м - Габријела Дебуес-Стафорд — 3.000 м - Џули-Ен Стели — 3.000 м - Мишел Харисон — 60 м препоне - Лорен Гејл — 4 х 400 м - Кира Константин — 4 х 400 м - Наташа Макдоналд — 4 х 400 м - Саге Вотсон — 4 х 400 м - Сара Митон — Бацање кугле |  |

## Освајачи медаља (1)

### Злато (1)
- Демијан Ворнер — Седмобој

## Резултати

### Мушкарци
| Атлетичар          | Дисциплина | Лични рекорд | Квалификације     | Квалификације | Полуфинале            | Полуфинале   | Финале     | Финале      | Детаљи |
| Атлетичар          | Дисциплина | Лични рекорд | Резултат          | Место         | Резултат              | Место        | Резултат   | Место       | Детаљи |
| ------------------ | ---------- | ------------ | ----------------- | ------------- | --------------------- | ------------ | ---------- | ----------- | ------ |
| Mobolade Ajomale   | 60 м       | 6,57         | 6,57(.563) КВ, ЛР | 1. у гр. 7    | 6,58 КВ               | 2. у гр. 3   | 6,63(.627) | 7 / 41 (50) |        |
| Марко Ароп         | 800 м      | 1:43,26      | 1:48,13 КВ        | 1. у гр. 2    |                       |              | 1:47,58    | 8 / 23 (24) |        |
| Камерон Процевијат | 1.500 м    | 3:36,85      | 3:40,47           | 4. у гр. 4    | Нису се квалификовали | 14 / 30      |            |             |        |
| Џон Геј            | 3.000 м    | 7:45,34      | 7:57,56           | 8. у гр. 1    | Нису се квалификовали | 21 / 33 (34) |            |             |        |
| Ехаб Ел-Сандали    | 3.000 м    | 7:48,00      | 8:00,64           | 11. у гр. 2   | Нису се квалификовали | 27 / 33 (34) |            |             |        |

#### Седмобој
| Дисциплина   | Демијан Ворнер | Демијан Ворнер | Демијан Ворнер | Демијан Ворнер | Демијан Ворнер    | Демијан Ворнер |
| Дисциплина   | Лич. рек.      | Резултат       | Бод.           | Плас.          | Укупно            | Плас.          |
| ------------ | -------------- | -------------- | -------------- | -------------- | ----------------- | -------------- |
| 60 м         | 6,74           | 6,68 ЛР        | 999            | 1.             | 999               | 1.             |
| Скок удаљ    | 8,28           | 8,05 ЛРС       | 1.073          | 1.             | 2.072             | 1.             |
| Бацање кугле | 15,59          | 14,89          | 783            | 4.             | 2.855             | 1.             |
| Скок увис    | 2,09           | 1,99 ЛРС       | 794            | 9.             | 3.649             | 1.             |
| 60 м препоне | 7,62           | 7,61 РПс       | 1.082          | 1.             | 4.731             | 1.             |
| Скок мотком  | 4,90           | 4,90 ЛР        | 880            | 5.             | 5.611             | 2.             |
| 1.000 м      | 2:37,12        | 2:39,56 ЛРС    | 878            | 3.             | 6.489             | 1.             |
| Седмобој     | 6.343          |                |                |                | 6.489 СРС, НР, ЛР |                |

### Жене
| Атлетичарка              | Дисциплина   | Лични рекорд | Квалификације     | Квалификације | Полуфинале            | Полуфинале            | Финале                | Финале       | Детаљи |
| Атлетичарка              | Дисциплина   | Лични рекорд | Резултат          | Место         | Резултат              | Место                 | Резултат              | Место        | Детаљи |
| ------------------------ | ------------ | ------------ | ----------------- | ------------- | --------------------- | --------------------- | --------------------- | ------------ | ------ |
| Мича Пауел               | 400 м        | 51,97        | 54,65             | 5. у гр. 2    | Није се квалификовала | Није се квалификовала | Није се квалификовала | 27 / 28      |        |
| Линдзи Батерворт         | 800 м        | 1:59,19      | 2:01,99 кв        | 4. у гр. 3    |                       |                       | 2:03,21               | 6 / 17 (18)  |        |
| Медлин Кели              | 800 м        | 2:00,11      | 2:02,06           | 4. у гр. 2    | Није се квалификовала | 9 / 17 (18)           |                       |              |        |
| Лусија Стафорд           | 1.500 м      | 4:02,12      | 4:07,95 КВ        | 2. у гр. 3    | 4:06,41               | 8 / 19                |                       |              |        |
| Габријела Дебуес-Стафорд | 3.000 м      | 8:33,92 НР   |                   |               |                       |                       | 8:42,89               | 4 / 20       |        |
| Џули-Ен Стели            | 3.000 м      | 8:43,55      | 8:58,73           | 18 / 20       |                       |                       |                       |              |        |
| Мишел Харисон            | 60 м препоне | 8,14         | 8,11(.102) КВ, ЛР | 2. у гр. 4    | 8,09(.084) ЛР         | 2. у гр. 4            | Нису се квалификовале | 15 / 41 (45) |        |
| Лорен Гејл               | 4 х 400 м    | 3:36,03 НР   | 3:31,45 НР        | 4. у гр. 2    |                       |                       | Нису се квалификовале | 8 / 10       |        |
| Кира Константин          | 4 х 400 м    | 3:36,03 НР   | 3:31,45 НР        | 4. у гр. 2    |                       |                       | Нису се квалификовале | 8 / 10       |        |
| Наташа Макдоналд         | 4 х 400 м    | 3:36,03 НР   | 3:31,45 НР        | 4. у гр. 2    |                       |                       | Нису се квалификовале | 8 / 10       |        |
| Саге Вотсон              | 4 х 400 м    | 3:36,03 НР   | 3:31,45 НР        | 4. у гр. 2    |                       |                       | Нису се квалификовале | 8 / 10       |        |
| Сара Митон               | Бацање куге  | 19,16        |                   |               |                       |                       | 19,02                 | 7 / 15       |        |